# Mahar
Mahar (škotska gelščina [maxɪɾʲ]) je plodna nizko ležeča travnata planota, ki leži na delu severozahodne obale Irske in Škotske, zlasti na zunanjih Hebridih. Najboljše primere najdemo na otokih Severni in Južni Uist, Harris in Lewis. 

## Etimologija
Mahar je gelska beseda, ki pomeni plodna ravnina, vendar pa se beseda zdaj uporablja tudi v znanstveni literaturi, ki opisuje travne sipine, edinstvene za zahodno Škotsko in severozahodno Irsko.  Uporabili so ga naravoslovci od leta 1926, vendar so znanstveniki pojem sprejeli šele leta 1940 . Ta beseda se uporablja na številnih krajih na Irskem in Škotskem, tudi na območjih, kjer maharja nikoli ni bilo. Na Škotskem nekateri gelski govorci uporabljajo "mahar" kot splošen izraz za celoten sistem sipin, vključno z grebeni, medtem ko drugi omejujejo njegovo uporabo na obsežna ravna travišča v notranjosti grebena sipine. Na Irskem je bila beseda uporabljena le v imenih mest, obstoj habitata je bil šele nedavno potrjen.
Leta 1976 so si prizadevali strogo opredeliti mahar [4], čeprav se številni sistemi še vedno izogibajo razvrstitvi. To se je izkazalo za težavno, ker je bil habitat leta 1992 naveden v Prilogi I Direktive o habitatih, kar je povzročilo razlikovanje med maharskimi travišči in sistemom mahar.

## Geografija
Mahar se razlikuje od sipin na vzhodni obali Škotske z nižjo vsebnostjo mineralov, ki imajo visoke vsebnosti kremena. Maharske planote so zelo apnenčaste s koncentracijami kalcijevega karbonata med 20 % in 80 % na plažah, ki se zmanjšujejo od obale. PH maharja je običajno večji od 7, to je alkalni.  
Notranja stran maharja je pogosto mokra ali močvirna in lahko ima jezera. 

### Oblikovanje
Sodobno teorijo o oblikovanju maharjev je najprej postavil William MacGillivray leta 1830. Ugotovil je, da se delci školjčnih lupin valjajo z valovi proti obali, kjer se še nadalje drobijo. Nekaj lupinastih drobcev se nakopiči na plažo, da se oblikujejo kupčki, ki se nato kopičijo v notranjosti.

### Človekov vpliv
Človekova dejavnost ima pomembno vlogo pri oblikovanju maharja. Arheološki dokazi kažejo, da so bila drevesa posekana za kmetijske površine približno 6000 pr. n. št., a je na obali Južnega Uista ostalo še nekaj gozdov do leta 1549. Morske alge, ki so jih nabirali zgodnji kmetje, so naredile zaščitno prevleko in dodale hranilne snovi v tla. Travo objedajo govedo in ovce, ki jo tudi teptajo in dodajajo teksturo ruši, ki raste v šopih, ki dajejo zavetje vrsti ptic.
Tlem primanjkuje številnih ključnih hranil, vključno elementov v sledeh, kot so baker, kobalt in mangan, zaradi česar je treba krmi za govedo dajati dodatke ali jih odpeljati na poletne pašnike drugam. Peščena tla nimajo ugodnih hranilnih snovi, zaradi česar so umetna gnojila neučinkovita in omejujejo pridelke, ki se lahko gojijo, kot so nekatere vrste ovsa, rži in ječmen.

## Ekologija
Maharji so vzbudili precejšnjo ekološko in ohranitveno pozornost, predvsem zaradi svojih edinstvenih ekosistemov.

### Morje
Haluge v morju poleg maharja zmehčajo vpliv valov, zmanjšujejo erozijo in ko jih s pomočjo neviht spere na kopno, delajo zaščitno oviro na plaži. Ko se razkrajajo, postane pesek bogat s hrano za jate škorcev in drugih pevcev, pobrežnikov, galebov in drugih. Če je pokrit s peskom, bo kompost oblikoval plodno posteljo, kjer bosta uspevala sezonsko obalno cvetje in trava Ammophila.

### Rastlinstvo
Lahko imajo redke cvetne preproge, vključno s kukavičevkami, kot so Spiranthes romanzoffiana in Fuchsova prstasta kukavica (Dactylorhiza fuchii ssp hebridensis) in druge rastline, kot je mali škrobotec (Rhinanthus minor).

### Živalstvo
Vrste ptic so kosec, severni repnik (Linaria flavirostris), prodnik (Calidris alpina), rdečenogi martinec (Tringa totanus) in komatni deževnik (Charadrius hiaticula), pa tudi redke žuželke, kot so čebela (Colletes floralis), čmrlj (Bombus distinguendus) in Bombus muscorum.

### Grožnja
Njive in neposejan mahar so grožnja za spremembe načina ravnanja z zemljišči, kjer je izvirni sistem zakupa zemljišča ogrožen zaradi zmanjšanja števila zakupnikov in uporabe "sodobnih" tehnik. Spremembe skupne kmetijske politike, ko za pridelavo ni bilo več subvencij, je zmanjšala količino paše na številnih zakupnih območjih in povzročila, da so nekatera območja zanemarjena ali opuščena. Pomanjkanje domačega semena povečuje potrebo po gnojilih in herbicidih.
Naraščajoča morska gladina, ki jo povzroča globalno segrevanje, je tudi  grožnja nizko ležečim obalnim območjem, kar povzroča večjo erozijo. Januarja 1993 je nevihta, v kateri je nasedel tanker MV Braer ob Shetlandu, po celotni dolžini Uista in Barra poškodovala 3 metre maharja. 11. in 12. januarja 2005 je nevihtni veter, ki je dosledno presegal orkansko silo 12, uničil hektarje maharja in ubil družino petih ljudi. 